# Moreno Argentin

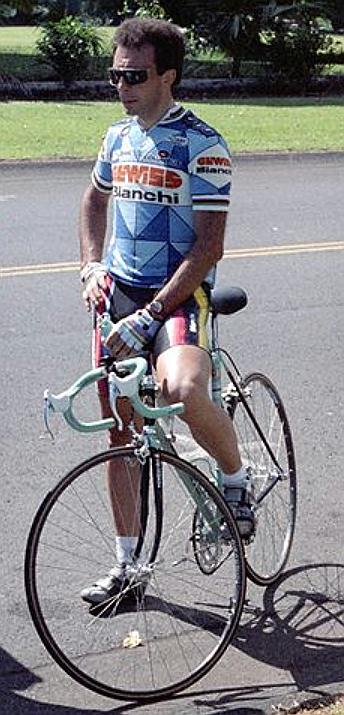
Moreno Argentin (1987)

Moreno Argentin (* 17. Dezember 1960 in San Donà di Piave) ist ein ehemaliger italienischer Radrennfahrer. Er gilt als einer der besten Radsportler der 1980er-Jahre.

## Sportliche Karriere
Moreno Argentin war in den Jahren 1978 und 1979 Nachwuchsfahrer in der italienischen Bahnnationalmannschaft. 1977 und 1978 wurde er italienischer Junioren-Meister in der Mannschaftsverfolgung, 1978 Jugendmeister im Mannschaftszeitfahren. 1979 errang er gemeinsam mit Maurizio Bidinost und Pierangelo Bincoletto den Titel des italienischen Amateurmeisters in der Mannschaftsverfolgung und 1980 ein zweites Mal. Im Straßenradsport gewann er 1979 den Piccolo Giro di Lombardia. Daneben legte er das Abitur ab und absolvierte eine Ausbildung zum Dentisten, die er aber abbrach, als er Berufsfahrer wurde.
1980, mit 19 Jahren, unterschrieb Argentin seinen ersten Profivertrag beim italienischen Radsportteam Sammontana-Benotto. Entscheidend für diesen Schritt war seine Enttäuschung darüber, dass er nicht für die Olympischen Sommerspiele in Moskau nominiert worden war. In den folgenden Jahren feierte er seine größten Erfolge vor allem bei Klassikern. 1986 wurde er Straßen-Radweltmeister, ein Erfolg, den er ein Jahr später fast wiederholt hätte, als er Vize-Weltmeister wurde. Zwischen 1985 und 1987 gewann er dreimal hintereinander Lüttich–Bastogne–Lüttich.
Als Sprintspezialist war Moreno Argentin in der Gesamtwertung großer Rundfahrten weniger erfolgreich, gewann aber im Laufe seiner Karriere 13 Etappen beim Giro d’Italia und zwei Etappen der Tour de France. Beim Giro kam Argentin zwischen 1981 und 1994 neun Mal in die Endwertung und hatte 1984 mit Rang drei seine beste Platzierung. Beim Giro 1993, bei dem er zwei Etappen gewann, trug er auf zehn Etappen das Rosa Trikot des Spitzenreiters. 1988, 1990 und 1991 boykottierte er im Streit mit der italienischen Presse den Giro. Drei Endplatzierungen zwischen 1990 und 1992 stehen bei der Tour de France zu Buche, der 27. Platz 1990 war sein bestes Ergebnis. In der Vuelta a España 1987 schied er aus.
Neben seinem Weltmeisterschaftstitel kam Argentin zwischen 1982 und 1988 siebenmal in die WM-Ränge. 1985 (3.), 1986 (1.) und 1987 (2.) stand er jeweils auf dem Siegerpodest. Obwohl er das Rennen Mailand–Sanremo siebenmal bestritt, konnte er den wichtigsten italienischen Frühjahrsklassiker nie gewinnen. 1982 wurde er Dritter und 1992 Zweiter, nachdem ihm der sicher geglaubte Sieg im Zielsprint von dem auf der Abfahrt vom Poggio di Sanremo aufgeschlossenen Iren Sean Kelly abgenommen wurde.
Im Juni 1994 erklärte Argentin, der aus seiner Verbindung zu dem Sportarzt Michele Ferrari nie einen Hehl gemacht hatte, seinen Rücktritt. Bis zum Ende seiner sportlichen Laufbahn hatte er 84 Rennen gewonnen.

## Nach dem Sport
Bereits Ende der 1980er-Jahre hatte Argentin seinen Wohnsitz nach Monaco verlegt. Er wurde Teilhaber einer großen Holzsägerei und an einem Bauunternehmen für Sozialwohnungen.
In einem Interview mit der Radsportzeitung Gazzetta dello Sport anlässlich seines 50. Geburtstages übte Argentin Kritik am heutigen Radsport. Die Fahrer seien nicht mehr hungrig und hätten kein Rückgrat. Die Politik des Weltradsportverbandes Union Cycliste Internationale (UCI) sei nur noch am Geschäft interessiert: „The track is dead and buried and the road is going the same way.“ (deutsch: „Der Bahnradsport ist tot und beerdigt, und der Straßenradsport geht denselben Weg.“)
Im Oktober 2016 wurde Argentin von einem Gericht in Venedig wegen Betruges im Rahmen eines Immobiliengeschäftes zu einem Jahr Gefängnis auf Bewährung sowie einer Geldstrafe von 310.000 Euro verurteilt.

## Erfolge
| 1981 - zwei Etappen Giro d’Italia - GP Industria e Commercio di Prato 1982 - eine Etappe Giro d’Italia - GP Industria e Commercio di Prato - Giro di Romagna et Coppa Placci - Trofeo Matteotti 1983 - Italienische Straßenmeisterschaft - zwei Etappen Giro d’Italia - G.P. di Camaiore - Coppa Sabatini - zwei Etappen Tirreno–Adriatico 1984 - zwei Etappen Giro d’Italia - Giro del Veneto 1985 - Lüttich–Bastogne–Lüttich - Gesamtwertung Dänemark-Rundfahrt - eine Etappe Tirreno–Adriatico - Straßen-Weltmeisterschaft 1986 - Lüttich–Bastogne–Lüttich - Straßen-Weltmeisterschaft 1987 - Lüttich–Bastogne–Lüttich - Lombardei-Rundfahrt - Straßen-Weltmeisterschaft | 1988 - Kalabrien-Rundfahrt - Giro del Veneto 1989 - Italienische Straßenmeisterschaft - Giro dell’Appennino 1990 - Coppa Sabatini - Flandern-Rundfahrt - La Flèche Wallonne - eine Etappe Tour de France - eine Etappe Tour de Suisse 1991 - Lüttich–Bastogne–Lüttich - La Flèche Wallonne - eine Etappe Tour de France 1992 - Settimana Internazionale - drei Etappen Tirreno–Adriatico 1993 - zwei Etappen Giro d’Italia 1994 - La Flèche Wallonne - Gesamtwertung und eine Etappe Giro del Trentino - eine Etappe Giro d’Italia |

## Teams
- 1981–1982  Sammontana-Benotto
- 1983–1984  Sammontana-Campagnolo
- 1985–1986  Sammontana-Bianchi
- 1987–1989  Gewiss-Bianchi
- 1990–1992  Ariostea
- 1993  Mecair-Ballan
- 1994  Gewiss-Ballan